# Menaye Donkor
Pour les articles homonymes, voir Donkor.
Menaye Donkor (née le 20 mars 1981) est une femme d'affaires, entrepreneure, philanthrope et ancienne reine de beauté née au Canada, nommée Miss Univers Ghana 2004 et a représenté le  Ghana dans Miss Univers 2004. Donkor est l'épouse du footballeur professionnel ghanéen Sulley Muntari.

## Jeunesse et éducation
Menaye Donkor est élevée par ses parents à Accra, au Ghana, et est la plus jeune de sept frères et sœurs avec quatre frères et deux sœurs. À l'âge de sept ans, elle hérite du titre de Royal Stool Bearer de sa grand-mère paternelle, qui est la reine mère d'Agona Asafo. Menaye Donkor reçoit son éducation primaire au Ghana, puis elle vit et étudie à Boston dans le Massachusetts durant ses années de lycée. Après cela, elle retourne dans sa ville natale à Toronto pour étudier le marketing et l'entreprenariat à l'Université York, où elle obtient son diplôme avec mention. À l'été 2011, elle étudie le cinéma chez The Studio (anciennement The Sally Johnson Studio) à New York, puis suit un cours de cinéma avec Brian Deacon à la London Academy of Film, Media and Television.

## Carrière
Au début de sa vingtaine, Elle remporte le titre de Miss Univers Ghana, et passe quelques années à travailler comme mannequin. Elle apparait sur les couvertures de nombreux magazines au Ghana, en Afrique du Sud et en Italie, tels que New African Woman, Pompey Life, SportsWeek (La Gazetta dello sport), Canoe Magazine et Maxim Italy. Elle représente Chopard au Festival de Cannes en 2012 et 2013 respectivement. Elle cogère et coréalise la marque de son petit ami Sulley Muntari de 2006 à 2009. En 2012, elle devient le visage de Printex, une entreprise de tissus et textiles au Ghana. Menaye est l'ambassadrice de l'Africa Fashion Week de Londres en 2012 et 2013. Elle possède et gère également une société immobilière au Ghana.

### SHE-Y
Menaye crée une marque de luxe italienne portant le nom SHE-Y. Au début de 2016, la société lance ses premiers produits entièrement naturels, fabriqués à partir de beurre de karité provenant du Ghana. Une partie du produit des ventes est versée à l'organisation caritative Menaye.

## Philanthropie
Menaye lance sa propre organisation caritative en 2004 dont l'objectif est de proposer un accès à l'éducation gratuite aux enfants pauvres du Ghana. Elle travaille également à améliorer la vie des femmes. L'organisation offre une éducation de base gratuite et des bourses aux enfants ruraux défavorisés du Ghana, ainsi que des soins de santé et le développement des jeunes femmes.
En 2021, sa société Sincerëly Ghana Limited, s'associe au projet BRAVE pour fournir des serviettes hygiéniques aux jeunes femmes de Keta dans la région de la Volta. L'entreprise lance l'initiative Sister-2-Sister pour fournir des serviettes hygiéniques aux femmes des communautés défavorisées du Ghana.

### Menaye School of Hope
L'école est fondée le 7 septembre 2000 dans la région centrale du Ghana. Menaye Donkor parraine l'école en 2004 après avoir remporté Miss Univers Ghana pour aider à créer un meilleur environnement pour les enfants car l'école d'origine manque de produits de première nécessité.
L'école est se situe en Agona, qui est considérée comme l'une des régions les plus défavorisées du pays, avec une pauvreté élevée et des taux d'analphabétisme extrêmes. Ayant commencé avec 78 élèves partageant un bloc scolaire, l'école compte maintenant plus de 400 enfants et trois blocs.

## Reconnaissance
En septembre 2012, Menaye est honorée et choisie par le chef et les anciens d'Agona dans la région centrale du Ghana, pour être la Nkosuohemaa ou reine du développement d'Agona Asafo. Son titre officiel est Nanahemaa Menaye Afumade Afrakoma I.
En 2013, elle rejoint la liste des 15 Africains les plus influents au Canada. En 2015, Menaye reçoit le prix Femme de l'année par la Infant Charity Award à Milan.